# Албрехт Конрад Финк фон Финкенщайн
Албрехт Конрад Райнхолд Финк фон Финкенщайн (на немски: Albrecht Konrad Reinhold Reichsgraf Finck von Finckenstein; * 30 октомври 1660 в Заберау (Заборово в Полша) в Източна Прусия; † 16 декември 1735 в Берлин) е имперски граф, пруски генерал-фелдмаршал и възпитател на принца, губернатор на Пилау и наследствен господар на двореца Финкенщайн, който построява 1716 – 1720 г.
Той е вторият син на Албрехт Кристоф Финк фон Финкенщайн († октомври 1660) и втората му съпруга Шарлота Катарина фон Обентраут († 1663), дъщеря на Конрад Николаус фон Обентраут и Амалия Катарина фон Гайшпитцхайм. Брат е на Карл Вилхелм Финк фон Финкенщайн († 1714) и полубрат на граф Кристоф Райнхолд Финк фон Финкенщайн († 1705). Баща му Албрехт Кристоф Финк фон Финкенщайн-Хазенберг умира от чума, преди той да се роди, а майка му, когато е на три години. Възпитанието му поема полковник Фон Розен († 1667) и след него граф Ернст Кристоф Финк фон Финкенщайн-Гилгенбург, „амтс-ман“ на Гилгенбург, и след това по-големият му брат, който през 1676 г. е хауптман в регимент Лотум на холандска служба.
През 1676 Албрехт Конрад се просъединява като доброволец към съюзниците в Холандия. Той участва в обсадата на Маастрихт и в битката при Касел (1677), където е ранен и пленен от французите. За да се освободи, той започва през 1678 г. служба като обикновен войник при французите. В регимент „Фюрстенберг“ той участва в боевете против испанците и през 1680 г. става полковник.
През 1685 г. той става щаб-хауптман и отива да събира войници за регимента в Прусия. В Берлин той среща трон-принца (и по-късния крал) Фридрих Вилхелм I. През 1689 г. той започва служба като бранденбургски майор в регимета на трон-принца. През 1694 г. той става полковник и 1697 г. е приет в „ордена на Йоанитите“. Той участва в Испанската война за наследството (1701 – 1714) и след това е извикан в Берлин, за да придружава тронпринц Фридрих Вилхелм до Холандия. Затова на 21 март 1705 г. е повишен на генерал-лейтенант. През 1706 г. той трябва да вземе неговата годеница София Доротея от Хановер и да я заведе в Берлин. 1707 г. той отново е в Хановер, за да съобщи за раждането на принца. През 1709 г. той е на бойното поле в Холандия. На 4 февруари 1710 г. е издигнат на имперски граф. През 1718 г. той става главен дворцов майстер на трон-принц Фридрих. На 14 ноември 1718 г. той става генерал на пехотата. През 1733 г. той става генерал-фелдмаршал и умира през 1735 г. в Берлин.

## Фамилия
Албрехт Конрад Финк фон Финкенщайн се жени на 5 май 1700 г. в Берлин за Сузана Магдалена фон Хоф (* 22 януари 1676, Касел; † 3 юни 1752, Берлин), дъщеря на Вилхелм фон Хоф (1644 – 1689) и Йохана Доротея Швертцел фон и цу Вилингсхаузен (1650 – 1696). Тя е главна придворна дама на кралица София Доротея Пруска, съпругата на крал Фридрих Вилхелм I. Техни деца са:
- Фридрих Вилхелм (* 16 януари 1702; † май 1741, в битка близо до Молвиц), пруски полковник и генерал-адютант на Фридрих II
- Мария Амалия (* 22 май 1704, Касел; † 22 юни 1752, Берлин), придворна дама при първата пруска кралица, омъжена на 4 юни 1729 г. за Адам Ото фон Фирек-Вайтендорф (* 10 март 1684, Ватмансхаген; † 11 юли 1758, Берлин), кралски пруски държавен и военен министър
- Шарлота Албертина (* 22 януари 1706; † 8 март 1795), омъжена за фрайхер Фридрих Вилхелм фон Каненберг (* 1693; † 22 май 1762)
- Фридрих Лудвиг (* 6 май 1709, Берлин; † 16 март 1785, дворец Финкенщайн), кралски пруски генерал-лейтенант, женен на 4 ноември 1738 г. за графиня Албертина Мария Финк фон Финкенщайн (* 23 юли 1719; † 7 май 1792, Шлобитен), дъщеря на граф Фридрих Райнхолд Финк фон Финкенщайн-Гилгенбург (1667 – 1746); имат дъщеря
- Карл Вилхелм (* 11 февруари 1714, Берлин; † 3 януари 1800, Берлин), женен на 16 май 1743 г. във Франкфурт на Одер за графиня София Хенриета Сузана Финк фон Финкенщайн (* 6 март 1723, Франкфурт на Одер; † 8 октомври 1792, Берлин), дъщеря на граф Карл Райнхолд Финк фон Финкенщайн (1694 – 1725); имат два сина
- Фридрих Ото Леополд (* 12 септември 1717, Берлин; † 19 април 1790), пруски полковник и генерал-адютант на краля, женен на 14 ноември 1743 г. в Берлин за Вилхелмина Доротея Елизабет фон Фирек (* 12 април 1726, Берлин; † 12 август 1759, Берлин), дъщеря на Адам Ото фон Фирек; имат син и дъщеря
- Вилхелмина (* 27 април 1718)
- Фридрих Август (1718)